# 嘟·喔普
嘟·喔普（英語：Doo-wop）是一种音乐类型，于1940年代发源于纽约、费城、芝加哥、巴尔的摩等美国大城市的非裔美国人社区，于1950年代和1960年代初期成为了主流风格。该类型是当时最主流、最流行化的节奏布鲁斯风格，这一称呼首次于1961年见诸于出版物。嘟·喔普的特征为多人和声、无意义的填充音节、简单的节拍和歌词。该类型对1960年代的灵魂乐、流行乐和摇滚乐都产生了影响。